# Marie Hrdličková (učitelka)
Marie Hrdličková (6. března 1911 Šatov – 26. června 1942 Kounicovy koleje) byla česká pedagožka a oběť nacismu.

## Život
Marie Hrdličková se narodila 6. března 1911 v Šatově na Znojemsku. Byla odbornou učitelkou na Pokusné škole měšťanské v Baťově, která byla zřízena firmou Baťa, a kde i bydlela. Dne 4. června 1942 se během schůzky pedagogického sboru školy ve sborovně projevila krátkou spontánní radost nad zprávou o úmrtí Reinharda Heydricha. Jediným, kdo na tento incident zareagoval podrážděně byl její kolega Josef Navrátil, ostatními kolegy mj. i Františkem Lýskem byl následně žádán, aby se o něm dále nešířil. Josef Navrátil měl blízko ke školnici Štěpánce Tvrdoňové, která se po vzniku Protektorátu Čechy a Morava přihlásila k německé národnosti a stala se udavačkou. Josefu Navrátilovi byl tento fakt znám. Podle poválečného svědectví příslušníka gestapa Karla Raschky nahlásila Štěpánka Tvrdoňová Marii Hrdličkovou gestapu za schvalování atentátu na Reinharda Heydricha. Dne 22. června 1942 byla Marie Hrdličková v budově školy zatčena. Zároveň příslušníci gestapa provedli výslechy zaměstnanců školy. Josef Navrátil jim incident popsal a jmenoval ostatní pedagogy, kteří mu byly svědky. Ti byli poté nuceni podepsat jeho verzi události. Marie Hrdličková byla odvezena do Zlína, kde byla osm hodin vyslýchána. Dne 26. června 1942 byla odsouzena za rušení veřejného pořádku a bezpečnosti k trestu smrti a zabavení veškerého majetku a týž den byla popravena v brněnských Kounicových kolejích. Její tělo bylo zpopelněno o dva dny později v brněnském krematoriu.

### Další osudy aktérů
Pedagogové, kteří byli svědky události, byli včetně Josefa Navrátila přeloženi do jiných škol. Poválečné osudy Štěpánky Tvrdoňové jsou neznámé, pravděpodobně uprchla s ustupujícími německými jednotkami. Josef Navrátil byl zatčen 7. června 1945, v říjnu téhož roku byl opět propuštěn. Vstoupil do Komunistické strany Československa a stal se ředitelem školy v Míkovicích a předsedou místního národního výboru. Potrestán nikdy nebyl.

## Posmrtná ocenění
- Marie Hrdličková byla v roce 1946 in memoriam jmenována ředitelkou Pokusné školy měšťanské v Otrokovicích
- Marii Hrdličkové byla v roce 1947 byla firmou Baťa ve vstupu školy, kde působila, instalována pamětní deska